# 粵語童謠
粵語童謠是指流傳於使用粵語的地區的童謠。

## 發展
粵語童謠是由普羅大眾所創作，約定俗成，在傳唱過程中會出現不同的版本，但無人會規定哪個才是「權威」版本。
隨著1949年大批移民抵達香港，香港地區繼承了很多華南地區的童謠，如「月光光」、「賣懶」等。70年代末期，隨著日本卡通在香港TVB電視台播放，以及社會的需求，大量新的粵語兒歌湧現，如小時候、飄零燕等。

## 現狀
由於受推廣普通話的影響，不少廣東的粵語童謠有消失的危險。許多幼兒園教師不會粵語，只教普通話兒歌，導致小朋友不會唱粵語兒歌，對此，有專家建議將這些廣府文化編入教材。
不過，也有一些童謠至今保持頑強的生命力，如「落雨大」：
|  | 落雨大，水浸街，阿妈担柴上街卖，阿嫂出街绣花鞋，花鞋花袜花腰带，珍珠蝴蝶两边排。 |

該童謠不僅在廣東和廣西的粵語社群中有廣泛的流傳，更常被市民和媒體用於調侃城市的「水浸街」（內澇）問題，還在廣州亞運會開幕式出現過。

## 常見粵語童謠
- 《月光光》月光光，照地堂；年卅晚，摘檳榔；檳榔香，嚼子薑；子薑辣，買蒲達[註 1]；蒲達苦，買豬肚[註 2]；豬肚肥，買牛皮；牛皮薄，買菱角；菱角尖，買馬鞭；馬鞭長，起屋樑；屋樑高，買張刀；刀切菜，買籮蓋；籮蓋圓，買條船；船浸底，浸親兩個番鬼仔[註 3]；一個蒲頭[註 4]，一個浸底[註 5]；一個摸茨菇，一個摸馬蹄。
- 《月光光》月光光，照地堂，蝦仔[註 6]你乖乖瞓[註 7]落床，聽朝[註 8]阿爹要捕魚蝦囉，阿嫲[註 9]織網要織到天光。
- 點蟲蟲，蟲蟲飛，飛到荔枝基；荔枝熟，摘邊[註 10]樸[註 11]，邊樸啖啖肉[註 12]。
- 點貓貓，貓婆竇，問你捉豬又捉牛？捉到黃牛三百兩，球揣球，開花點豉油。
- 荔枝熟，摘滿屋；屋滿紅，伴住個細蚊公[註 13]。
- 排排坐，食粉果；豬拉柴，狗透火[註 14]；貓兒擔凳[註 15]姑婆坐；坐埋一齊[註 16]唱支歌。
- 凼凼轉[註 17]，菊花園；炒米餅，糯米團；五月初五係龍舟節啊，亞媽佢叫我去睇龍船；我唔[註 18]唔去睇，要去睇雞仔；雞仔大，搦[註 19]去賣；賣咗[註 20]幾多錢？賣咗幾多隻啊？我買隻風車仔，佢[註 21]轉得好好睇[註 22]，睇佢凼凼轉啊菊花園，睇佢凼凼轉啊凼凼轉啊轉。[註 23]
- ABCD，大頭綠衣[註 24]；捉人唔到，吹BB[註 25]。[註 26]
- 落大雨啦雞仔貪玩，冷到傷風真真慘。論盡鴨仔擔朵花瓣，當作撐開小雨傘。魚仔生猛，蝦仔生猛，青蛙水中跳低欄。遇著母雞，今天生蛋，五隻雞仔通處逛。
- 落雨大，水浸街，阿哥擔柴上街賣，阿嫂出街着花鞋，花鞋花襪花腰帶，珍珠蝴蝶兩邊排。
- 賣懶去，買精歸，賣咗懶仔過新年，食過年飯好種田。
- 賣懶，賣懶，賣到年卅晚，人懶我唔懶。
- 細蚊仔，瀡[註 27]滑梯，因住[註 28]跌落嚟[註 29]；咪[註 30]學陳德貴，成日[註 31]流鼻涕，跌親[註 32]籮柚[註 33]唔好睇。
- 河邊有隻羊，羊邊有隻象，象邊有隻馬騮仔[註 34]，好似你噉樣[註 35]。
- 咬蔗須，要睇毛，短毛輸，長毛贏，冇[註 36]毛唔算數。
- 搣[註 37]開柑，數柑核，邊個[註 38]核多就邊個贏，唔准手賴就縮骨[註 39]。
- 拍大髀[註 40]，唱山歌，人人話我冇老婆，扚[註 41]起心肝娶翻個，有錢娶個嬌嬌女，冇錢娶個豆皮[註 42]婆，豆皮婆，食飯食得多，屙[註 43]屎屙兩籮，屙尿沖大海，屙屁打銅鑼。
- 呈尋剪[註 44]，呈尋包，呈尋糯米叉燒包。老鼠唔食香口膠，要食豆沙包。
- 伏[註 45]匿[註 46]匿[註 47]：一就預備，二就匿埋，三就開盤，四就嚟到，𠾴[註 48]到算數。
- 點指兵兵，點指賊賊，點著誰人做大兵，點著誰人做大賊。
- 估[註 49]手指，要估中，邊個唔中，就唔中用，褲浪底[註 50]見個窿[註 51]。
- 騎牛牛，牛牛走，牛牛響[註 52]前咪回頭，若然[註 53]回頭就打籮柚[註 54]。
- 大眼雞[註 55]，鹹魚頭，你屙尿，唔洗手。
- 咕碌咕碌一，咕碌咕碌二，咕碌咕碌三，準備開炮打敵人！
- 董存瑞，十八歲，為國犧牲炸堡壘，炸到堡壘ngok7 ngok7脆[註 56]，全國人民流眼淚。
- 轆[註 57]銅仙，打銅錢，全憑眼界手出變，叮響銅錢畀[註 58]個仙[註 59]。
- 打泥炮，泥炮響，唔使摣[註 60]槍上戰場。
- 折紙機，麻鷹飛，飛嚟飛去唔落地，麻鷹有條尾。
- 咚啄，酸薑，你亞嫲，纏腳娘。
- 趌跛跛[註 61]，跳跳腳，咚咚咚，上跳下跳似麻雀。
- 趌跛跛，跛咗蹄，冇米煮，煮泥沙，冇屋住，住樓梯，樓梯有只鬼，嚇到你瓹[註 62]落床下底。
- 伸長手，頂手掌，死人都要頂硬上[註 63]，齜牙繃哨就[註 64]貓噉樣。
- 劈友[註 65]，劈友，快啲[註 66]走，走得快，好世界，走得嚤[註 67]，冇鼻哥[註 68]。
- 鬥遠掟[註 69]石頭，因住咪甩[註 70]手，石頭最冇眼，掟親唔好眼淚流。
- 掟磚頭，鬥[註 71]大嚿[註 72]，一掟掟到西門口，濺起浪花拋浪頭。
- 花手巾[註 73]，真引人，基邊撈魚好過癮，一兜一條好手運，千祈[註 74]唔好踎[註 75]到你頭暈。
- 黐[註 76]塘尾[註 77]，塘尾飛，飛到菜田基，田基有條蛇，嚇親你兩仔爺[註 78]。
- 煮飯仔仔先落米，風爐透火柴對齊，千祈唔好咁俹簁，我哋係細蚊仔。
- 一人騎膊馬[註 79]，兩人騎豬乸[註 80]，三步要埋頭，撞到面就打。
- 紅辣椒，綠辣椒，平時你caak8/caat8[註 81]嘴藐藐[註 82]，今日你冇膽同我撩[註 83]。
- 鬼叫[註 84]你咁貪心，聞咗我個屁，嗍[註 85]咗入個鼻，我要你賠翻二兩四。
- 氼水[註 86]底，摸泥沙，摸到泥沙當金龜，摸唔到系契弟[註 87]。
- 陳德貴，住得矮，床下底有只鬼，嚇到瓹臺底。
- 一二三，三二一，肥婆跳舞頂第一！
- 過天梯，欺(haa1/hap7[註 88])矮仔，人在雲東過到西，唔怕米貴就最怕矮。
- 黑面李逵，紅面關公，三國水滸亂哂龍[註 89]，打敗清兵系[註 90]英雄。
- 打棋子，靠眼屎，全憑眼界靠本事，唔好睇錯認鳩屎[註 91]。
- 乞兒[註 92]仔，畫烏龜，一人一筆咪亂嚟，最後嗰[註 93]個正衰仔！
- 大笨象，摣支槍，去打仗，打完仗，翻嚟食碗鹹酸薑。
- 男兒食飯跳過凳，女兒食飯磨穿裙。
- 鋼盔個大頭佛，着鞋就唔着襪。
- 有隻雀仔跌落水，跌落水，有隻雀仔跌落水，被水沖去。
- 肥仔個頭，大過五層樓[註 94]，肥仔隻手，細過荷蘭豆。[註 95]
- 雞公仔，尾彎彎，做人新婦[註 96]甚艱難！早早起身都話晏，眼淚唔乾入下間，下間有個冬瓜仔，問安人老爺煮定蒸：安人又話煮，老爺又話蒸，蒸蒸煮煮唔中安人老爺意，大揸拉鹽又話淡，手甲挑鹽又話鹹，三朝打爛三條夾木棍，四朝跪爛四條裙！咁好花裙俾你跪爛，咁好石頭俾你跪崩！橫又難，直又難，不如捨命落陰間！人話陰間條路好，我話陰間條路好艱難！[7]
- 秋蟬喊，荔枝熟，阿婆喊，買豬肉。

## 外部連結
- . 南方都市报. 2013-09-12. （原始内容存档于2014-09-20） （粵語）.
- . www.xlmz.net. 2005-11-13  [2018-03-05]. （原始内容存档于2019-06-05） （粵語）.